# باشگاه فوتبال الیستا
باشگاه فوتبال الیستا (روسی: ФК Элиста) یک باشگاه فوتبال در شهر الیستا روسیه بود. این باشگاه در لیگ آماتوری فوتبال روسیه بازی می‌کرد. این باشگاه در سال ۱۹۵۸ تأسیس شد و در سال ۲۰۱۵ منحل شد.